# Чемпіонат Азії та Океанії з хокею із шайбою серед юніорів 1988
Чемпіонат Азії та Океанії з хокею із шайбою серед юніорів 1988 — 5-й розіграш чемпіонату Азії та Океанії з хокею серед юніорських команд. Чемпіонат проходив у австралійському місті Бендіго. Турнір проходив з 6 по 13 лютого 1988 року.

## Підсумкова таблиця
| М | Команда        | І | В | Н | П | ШЗ | ШП | Різ | О  |
| - | -------------- | - | - | - | - | -- | -- | --- | -- |
|   | КНР            | 6 | 5 | 1 | 0 | 50 | 13 | +37 | 11 |
|   | Японія         | 6 | 4 | 1 | 1 | 59 | 19 | +40 | 9  |
|   | Південна Корея | 6 | 2 | 0 | 4 | 42 | 53 | -11 | 4  |
| 4 | Австралія      | 6 | 0 | 0 | 6 | 14 | 80 | –66 | 0  |

## Результати
- КНР 10 – 2  Південна Корея
- Австралія 0 – 10  Японія
- Австралія 1 – 9  КНР
- Японія 9 – 2  Південна Корея
- КНР 7 – 3  Японія
- Австралія 6 – 20  Південна Корея
- КНР 11 – 3  Південна Корея
- Австралія 2 – 21  Японія
- Австралія 0 – 9  КНР
- Японія 12 – 4  Південна Корея
- КНР 4 – 4  Японія
- Австралія 5 – 11  Південна Корея